# Мельпомена (Донецьк)

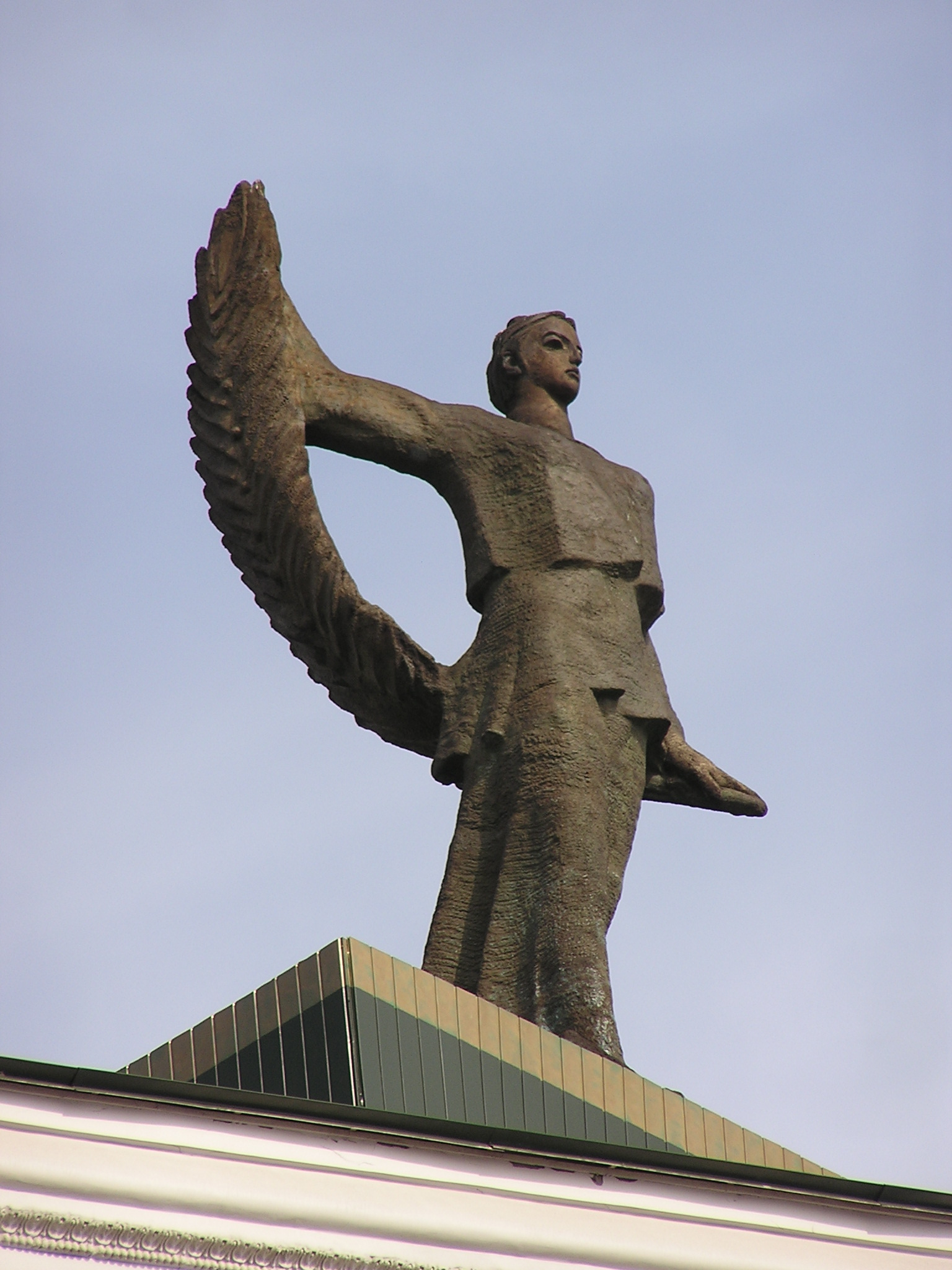
Мельпомена

Мельпомена — фігура на фронтоні Донецького обласного музично-драматичного театру.
Мельпомена — найбільша фронтонна фігура в Донецьку. Висота 3,5 метри, вага — близько 1 тонни. Автор — скульптор Юрій Іванович Балдін. Відлита із бронзи і встановлена 14 березня 2005 року.
В архітектурному проекті театру, зробленому в 1958 році планувалась фронтонна фігура. Театр побудований в 1961 році без фронтонної фігури, але з постаментом для неї.
В цей час на території СРСР прибиралися з проектів будівель декоративні елементи в зв'язку з постановою ЦК КПРС і Ради Міністрів СРСР 1955 року «Про усунення надмірностей у проектуванні й будівництві».
Під час реконструкції театру в 2000-х роках було вирішено встановити скульптуру на фронтоні. Оскільки в проектних документах не збереглося відомостей про те, яка фігура планувалася до встановлення був обраний новий образ. Їм стала муза трагедії Мельпомена з давньогрецької міфології.
Класичний образ музи Мельпомени зображується у вінку з листів винограду або плюща, у театральній мантії, з трагічною театральною маскою в одній руці і палицею або мечем в іншій руці. Але зображення Мельпомени донецького драмтеатру не включає жодного з традиційних атрибутів. Вона зображена з пальмовою гілкою в руках.